# Толстих Валентин Іванович
  Валентин Іванович Толстих (28.02.1929, Баку –  23.02.2019, Москва) –  радянський філософ.

## Біографія
В. І. Толстих народився 28 лютого 1929 року в Баку.
У 1952 році закінчив філологічний факультет Одеського державного університету імені І. І. Мечникова. Навчався в аспірантурі.
В 1955 – 1960 роках викладав філософію в Одеському державному педагогічному інституті імені К. Д. Ушинського.
Одночасно у 1958 - 1960 роках працював на Одеській кіностудії.
У 1956 році захистив кандидатську дисертацію «Проблеми типового в естетиці реалізму».
В 1960 – 1970 роках обіймав посаду доцента Московського текстильного інституту.
Протягом  1970 – 2017 років працював в секторі етики Відділу аксіології та філософської антропології Інституту філософії Академії Наук СРСР  (РАН).
У 1972 році захистив дисертацію «Мистецтво і мораль. До питання про соціальну сутність та функції мистецтва» і здобув науковий ступінь доктора філософських наук.
В 1988 році став засновником та президентом інтелектуального клубу «Вільне  слово».
Був членом Спілки кінематографістів СРСР та Спілки театральних діячів Росії.
Помер 23 лютого 2019 року в Москві.

## Наукова діяльність
Вивчав питання соціальної природи мистецтва, способу життя, суспільної свідомості, феномену  інтелігенції.

#### Праці
- Искусство и мораль/ В. И. Толстых. – М.: Искусство, 1962. – 106 с.
- Сократ и мы: Разные очерки на одну и ту же тему/ В. И. Толстых. –  М.: Политиздат, 1981. – 383 с.
- Освобождение Духа/ А. А. Гусейнов, В. И. Толстых. – М.: Политиздат, 1991. – 351 с.
- Глобальный мир – утопия или реальность/ В. И. Толстых// Экология и жизнь. – 2001. – № 1. – С. 13 - 14.
- Мы были: Советский человек как он есть/ В. И. Толстых. – М.: Культурная революция, 2008. – 786 с.
- Пошлость как нашествие/В. И. Толстых // Свободная мысль. – 2009. – № 4. –  С. 103 - 113.

## Нагороди
- Державна премія СРСР.